# Kwon O-kyu
Pour les articles homonymes, voir Kwon (homonymie).
Kwon O-kyu (en hangeul 권오규) est un homme d'État sud-coréen, premier ministre par intérim entre le 7 et le 9 mars 2007.
Dans le gouvernement de Mme Han Myung-sook, il occupait le poste de vice-premier ministre et de ministre des Finances et de l'Économie.
À la suite de la démission de Han Myung-sook Kwon devient premier ministre par intérim jusqu'à la nomination à ce poste, le 9 mars 2007, de Han Duck-soo.